# Geschiedenis van TOP Oss
Dit artikel behandelt de Geschiedenis van TOP Oss.

## De vroege jaren
Volgens de overlevering voetbalden Toon Steinhauser en Cor van Schijndel altijd in Oss op een plein na schooltijd. op 9 april 1928 besloten zij een vereniging op te richten. KMD (Klein Maar Dapper) werd als naam gekozen, maar toen bleek dat meer clubs die naam hadden viel de keuze op TOP (Tot Ons Plezier).

## Jaren vijftig
In 1954 besloot het bestuur van TOP een proflicentie aan te vragen om niet achter te blijven bij de andere clubs die het betaalde voetbal ingingen. Met ingang van het seizoen 1955/1956 nam TOP deel aan de profcompetitie van de KNVB. Het werd echter geen succes. Het eerste jaar sloot TOP af met slechts 15 punten uit 30 wedstrijden hoewel de publieke belangstelling met gemiddeld 5000 toeschouwers wel hoog was. Het volgende jaar was ook niet al te best en daarom werd besloten terug te keren naar de amateurs. Zo kwam er een einde aan twee jaar betaald voetbal. 
In de jaren in het amateurvoetbal speelde TOP bijna altijd in de hoogste klasse, in de jaren '80 groeide TOP uit tot een topclub bij de zondagamateurs. De club behaalde drie keer het afdelingskampioenschap in de Hoofdklasse C (1986, 1988 en 1991). TOP mocht daardoor ook meespelen om het kampioenschap bij de zondagamateurs, maar die titel werd niet gewonnen. Als amateurclub wist TOP meerdere keren te stunten door profclubs uit te schakelen in het KNVB Beker toernooi. In het bekertoernooi van 1959 wist TOP met 2-1 te winnen van eredivisionist Willem II. In de KNVB Beker van 1973/74 wist TOP de SC Veendam uit te schakelen in de eerste ronde. In de tweede ronde had Excelsior een verlenging nodig om TOP te verslaan. In 1987/88 was TOP met 3-0 veel te sterk voor eredivisionist FC Utrecht. In de volgende ronde werd met 2-0 verloren van Feyenoord.

## De terugkeer
In 1991 keerde TOP terug in het betaalde voetbal. Een marktonderzoek leek uit te wijzen dat er voldoende draagvlak voor zou zijn. Ook de KNVB ondersteunde de overgang naar de eerste divisie omdat aan alle voorwaarden, zowel sportief als financieel, kon worden voldaan. Het bestuur wist de leden ervan te overtuigen dat TOP (opnieuw) de stap naar het betaalde voetbal wilde en moest maken. Uiteindelijk stemde de vergadering toe.

### 1991-1992
Piet Schrijvers werd aangesteld als trainer. Veel spelers uit de amateurs maakten mede de overstap naar de profs. Raymond Koopman werd gekocht van IJsselmeervogels. TOP verloor de eerste thuiswedstrijd met 0-6 van SC Heracles wat tevens de grootste nederlaag van dat seizoen bleek te zijn. Uiteindelijk eindigde TOP in het debuut-seizoen voorlaatste op de negentiende plaats. Het wist alleen VCV Zeeland onder zich te houden. In het bekertoernooi ging het beter. TOP schakelde eredivisionist FC Volendam uit om vervolgens ten onder te gaan in de achtste finale tegen Haarlem.
| Wedstrijden | Klassering | Punten | Overwinningen | Remises | Nederlagen | Doelp. voor | Doelp. tegen |
| ----------- | ---------- | ------ | ------------- | ------- | ---------- | ----------- | ------------ |
| 38          | 19/20      | 22     | 6             | 10      | 22         | 40          | 77           |

| Grootste overwinning | TOP - VVC Zeeland | 4 - 2 |
| Grootste nederlaag   | TOP - SC Heracles | 0 - 6 |

Bekertoernooi:
| 2e ronde | TOP - Spakenburg (amateurs) | 2 - 1 |                                            |
| 3e ronde | FC Volendam - TOP           | 1 - 1 | (na verlenging, TOP wint na strafschoppen) |
| 4e ronde | TOP - Haarlem               | 1 - 6 |                                            |

### 1992-1993
Piet Schrijvers blijft aan en loodst TOP naar een prachtige negende plaats. TOP maakte onder meer indruk door de latere kampioen VVV met 1-0 te verslaan en topper De Graafschap met 6-1 te verpletteren.
Ook in het bekertoernooi ging het voortreffelijk. In de derde ronde wint TOP met maar liefst 5-1 van eredivisionist Roda JC. De beloning is een uitwedstrijd naar Feyenoord in de achtste finale. De in groten getale meegereisde supporters maken volop geluid en zien TOP eervol met 3-1 verliezen.
| Wedstrijden | Klassering | Punten | Overwinningen | Remises | Nederlagen | Doelp. voor | Doelp. tegen |
| ----------- | ---------- | ------ | ------------- | ------- | ---------- | ----------- | ------------ |
| 34          | 9/18       | 35     | 13            | 9       | 12         | 49          | 49           |

| Grootste overwinning | TOP - De Graafschap | 6 - 1 |
| Grootste nederlaag   | VVV - TOP           | 5 - 1 |

Bekertoernooi:
| 2e ronde | EHC (amateurs) - TOP | 1 - 3 |
| 3e ronde | TOP - Roda JC        | 5 - 1 |
| 4e ronde | Feyenoord - TOP      | 3 - 1 |

### 1993-1994
Piet Schrijvers vertrekt als trainer. Zijn vervanger is Bram Braam. De trainer met de mooie naam had eerder al TOP kampioen gemaakt bij de amateurs in 1990-1991. Hij kan echter weinig uitrichten bij de BVO en TOP eindigt onderaan. Ook in het bekertoernooi blameert TOP zich door na strafschoppen te verliezen van de amateurs van Holland.
| Wedstrijden | Klassering | Punten | Overwinningen | Remises | Nederlagen | Doelp. voor | Doelp. tegen |
| ----------- | ---------- | ------ | ------------- | ------- | ---------- | ----------- | ------------ |
| 34          | 18/18      | 21     | 7             | 7       | 20         | 36          | 69           |

| Grootste overwinning | TOP - Excelsior                    | 5 - 2       |
| Grootste nederlaag   | TOP - Emmen TOP - Telstar AZ - TOP | 0 - 4 4 - 0 |

Bekertoernooi:
| 2e ronde | Holland (amateurs) - TOP | 3 - 3 | (Holland wint na strafschoppen) |

### 1994-1995
Op verzoek van burgemeester Van Veldhuizen verandert TOP zijn naam in TOP Oss. Bram Braam vertrekt als trainer. Zijn vervanger is Hans Dorjee. Onder hem beleeft TOP Oss een succesvol jaar. Het mist de nacompetitie op slechts 1 punt. Dorjee is dan al vertrokken. Zes wedstrijden voor het einde van de competitie stapt hij over naar de KNVB.
| Wedstrijden | Klassering | Punten | Overwinningen | Remises | Nederlagen | Doelp. voor | Doelp. tegen |
| ----------- | ---------- | ------ | ------------- | ------- | ---------- | ----------- | ------------ |
| 34          | 9/18       | 38     | 14            | 10      | 10         | 59          | 47           |

| Grootste overwinning | TOP Oss - Telstar            | 6 - 0 |
| Grootste nederlaag   | Cambuur Leeuwarden - TOP Oss | 4 - 0 |

Bekertoernooi:

Uitgeschakeld in de groepsfase: derde met 4 punten achter De Graafschap en NEC.

### 1995-1996
Adrie Koster uit Nuenen is de nieuwe trainer van TOP Oss. Yuri Cornelisse en Garry de Graef breken door. Koster weet het 'succes' van Dorjee niet te evenaren. Het drie-puntensysteem wordt ingevoerd. Door een groot aantal gelijke spelen (15) eindigt TOP Oss op de twaalfde stek.
| Wedstrijden | Klassering | Punten | Overwinningen | Remises | Nederlagen | Doelp. voor | Doelp. tegen |
| ----------- | ---------- | ------ | ------------- | ------- | ---------- | ----------- | ------------ |
| 34          | 12/18      | 39     | 8             | 15      | 11         | 46          | 50           |

| Grootste overwinning | Eindhoven - TOP Oss    | 0 - 4 |
| Grootste nederlaag   | TOP Oss - Dordrecht'90 | 0 - 5 |

Bekertoernooi:

Tweede in groepsfase met 4 punten achter GA Eagles.

| 2e ronde | TOP Oss - FC Zwolle | 1 - 2 |

### 1996-1997
Adrie Koster blijft aan. Hij eindigt met TOP Oss een plaats hoger: elfde. Frank van Roosmalen uit Oss verovert een basisplaats en Yuri's broertje Tim Cornelisse breekt door. De Cornelissen gaan naar Anderlecht, Garry de Graef naar RKC. De plannen voor een nieuw stadion worden goedgekeurd. De bouw van de hoofdtribune vangt aan in 1997.
| Wedstrijden | Klassering | Punten | Overwinningen | Remises | Nederlagen | Doelp. voor | Doelp. tegen |
| ----------- | ---------- | ------ | ------------- | ------- | ---------- | ----------- | ------------ |
| 34          | 11/18      | 47     | 13            | 8       | 13         | 46          | 50           |

| Grootste overwinning | TOP Oss - Excelsior          | 4 - 1 |
| Grootste nederlaag   | TOP Oss - Cambuur Leeuwarden | 1 - 4 |

Bekertoernooi:

Eerste in groepsfase met 6 punten
| 2e ronde | SC Heerenveen - TOP Oss | 3 - 2 |

### 1997-1998
Trainer Adrie Koster vertrekt naar Excelsior. Lex Schoenmaker is de nieuwe eerste man. Onder de Hagenees beleeft TOP Oss een goed seizoen. Het gaat zelfs de winterstop in op een tweede plaats, maar zakt daarna iets terug. TOP Oss eindigt uiteindelijk op een zevende plaats, normaal genoeg voor nacompetitie, ware het niet dat nummer acht, Eindhoven, een periodetitel wint. Hierdoor gaat nummer zeven TOP Oss niet de nacompetitie in en nummer acht Eindhoven wel. Saillant detail is dat TOP Oss Eindhoven thuis verslaat met 7-2 (!) met 6(!) doelpunten van Jerry Taihuttu. In het voetbalblad Voetbal International wordt Raymond Koopman derde in het spelersklassement. Het elftal wordt zelfs eerste met een gemiddelde van 6,03 per speler. Voor de beker mag TOP Oss weer naar Feyenoord. Het wordt 2-0.
| Wedstrijden | Klassering | Punten | Overwinningen | Remises | Nederlagen | Doelp. voor | Doelp. tegen |
| ----------- | ---------- | ------ | ------------- | ------- | ---------- | ----------- | ------------ |
| 34          | 7/18       | 52     | 16            | 4       | 14         | 59          | 50           |

| Grootste overwinning | TOP Oss - Eindhoven       | 7 - 2       |
| Grootste nederlaag   | AZ - TOP Oss TOP Oss- VVV | 3 - 0 0 - 3 |

Bekertoernooi:

Tweede in groepsfase met zes punten, achter NAC
| 2e ronde | Feyenoord - TOP Oss | 2 - 0 |

### 1998-1999
Lex Schoenmaker blijft aan. Het gaat echter minder goed met TOP Oss. Het eindigt op een teleurstellende zestiende plaats. Opvallend is dat het aantal tegengoals niet verschilt van het jaar ervoor.
| Wedstrijden | Klassering | Punten | Overwinningen | Remises | Nederlagen | Doelp. voor | Doelp. tegen |
| ----------- | ---------- | ------ | ------------- | ------- | ---------- | ----------- | ------------ |
| 34          | 16/18      | 37     | 9             | 10      | 15         | 43          | 50           |

| Grootste overwinning | TOP Oss - VVV      | 5 - 0 |
| Grootste nederlaag   | TOP Oss- Eindhoven | 0 - 4 |

Bekertoernooi:

Derde in groepsfase met 6 punten achter NAC en TONEGIDO

### 1999-2000
Lex Schoenmaker mag blijven, maar wordt toch na slechts vier wedstrijden ontslagen. Jan Versleijen maakt het seizoen af. Zonder succes. TOP Oss eindigt laatste. In het bekertoernooi legt TOP het af tegen de Baronie. Lichtpunt is het voltooien van het nieuwe stadion, met drie tribunes.
| Wedstrijden | Klassering | Punten | Overwinningen | Remises | Nederlagen | Doelp. voor | Doelp. tegen |
| ----------- | ---------- | ------ | ------------- | ------- | ---------- | ----------- | ------------ |
| 34          | 18/18      | 27     | 8             | 3       | 23         | 35          | 74           |

| Grootste overwinning | TOP Oss - Heracles Almelo | 4 - 0 |
| Grootste nederlaag   | Eindhoven - TOP Oss       | 7 - 2 |

Bekertoernooi:

Derde in groepsfase met 3 punten achter NAC en de Baronie.

### 2000-2001
Wim van Zwam, trainer van VV Katwijk, wordt aangetrokken als nieuwe trainer. TOP draait een redelijk goed seizoen en eindigt als tiende. Stefan Jansen wordt topscorer met 30 goals. TOP Oss mist op een haar na de periodetitel: Na 80 minuten staat TOP-Cambuur 1-0, maar Cambuur weet toch nog te winnen. In de Amstel Cup wint TOP Oss met 1-14 bij GVVV, nog altijd de grootste overwinning ooit in de Amstel Cup. Raymond Koopman neemt afscheid aan het eind van het seizoen. De harde kern vernoemt zijn tribune naar de keeper: Het Raymond Koopman vak.
| Wedstrijden | Klassering | Punten | Overwinningen | Remises | Nederlagen | Doelp. voor | Doelp. tegen |
| ----------- | ---------- | ------ | ------------- | ------- | ---------- | ----------- | ------------ |
| 34          | 10/18      | 45     | 14            | 3       | 17         | 59          | 67           |

| Grootste overwinning | TOP Oss - Dordrecht'90 TOP Oss - Emmen | 4 - 0 |
| Grootste nederlaag   | Telstar - TOP Oss                      | 5 - 1 |

Bekertoernooi:

Tweede in groepsfase met 6 punten
| 2e ronde | Emmen - TOP Oss | 3-3 (na verlenging, TOP Oss wint na strafschoppen) |
| 3e ronde | VVV - TOP Oss   | 3 - 2                                              |

### 2001-2002
Het tweede seizoen onder Wim van Zwam wordt het slechtste seizoen tot nu toe in het betaalde voetbal. De selectie is onder de maat en eindigt troosteloos onderaan met slechts 14 punten en maar liefst 100 doelpunten tegen. Het contract van trainer Wim van Zwam wordt niet verlengd.
| Wedstrijden | Klassering | Punten | Overwinningen | Remises | Nederlagen | Doelp. voor | Doelp. tegen |
| ----------- | ---------- | ------ | ------------- | ------- | ---------- | ----------- | ------------ |
| 34          | 18/18      | 14     | 3             | 5       | 26         | 25          | 100          |

| Grootste overwinning | TOP Oss - MVV | 3 - 1 |
| Grootste nederlaag   | MVV - TOP Oss | 7 - 0 |

Bekertoernooi:

Derde in groepsfase met 4 punten achter VVV en Bennekom.

## Recent verleden

### 2002-2003
TOP Oss maakt een nieuwe start. Harry van den Ham wordt de nieuwe trainer, Bert Zwanenburg de nieuwe technische man. Ook de selectie wordt doorgelicht. Er blijven slechts vijf spelers van de oude selectie over. Veel nieuwe spelers worden op amateurbasis aangetrokken. Van den Ham en Zwanenburg stellen een stappenplan op: in drie jaar tijd moet TOP Oss een stabiele subtopper worden. Het eerste seizoen gaat meteen voortvarend. Vooral uit boekt TOP Oss aansprekende resultaten met overwinningen bij de toppers ADO, Sparta en Fortuna en met de 3-4-overwinning bij aartsrivaal Den Bosch. TOP Oss eindigt als negende.
| Wedstrijden | Klassering | Punten | Overwinningen | Remises | Nederlagen | Doelp. voor | Doelp. tegen |
| ----------- | ---------- | ------ | ------------- | ------- | ---------- | ----------- | ------------ |
| 34          | 9/18       | 44     | 13            | 5       | 16         | 48          | 68           |

| Grootste overwinning | Sparta - TOP Oss | 2 - 4 |
| Grootste nederlaag   | Emmen - TOP Oss  | 5 - 0 |

Bekertoernooi:

Eerste in groepsfase met 7 punten
| 2e ronde | MVV - TOP Oss | 3 - 3 (na verlenging, MVV wint na strafschoppen) |

### 2003-2004
Het tweede seizoen onder Van den Ham verloopt iets minder. TOP begint goed, met 11 punten uit 5 wedstrijden en een 7-0-overwinning op MVV met vier treffers van Marinus Dijkhuizen. TOP Oss zakt uiteindelijk naar plaats 11. De doelstelling om minder tegentreffers te incasseren faalt ten dele. Het verschil is slechts 8. Danny Guijt vertrekt aan het eind van het seizoen naar RBC, Guido Budziak naar Roda. TOP Oss wordt verrassend en kansloos uitgeschakeld in de eerste ronde van de Amstel Cup tegen de amateurs van Bennekom.
| Wedstrijden | Klassering | Punten | Overwinningen | Remises | Nederlagen | Doelp. voor | Doelp. tegen |
| ----------- | ---------- | ------ | ------------- | ------- | ---------- | ----------- | ------------ |
| 36          | 11/19      | 45     | 12            | 9       | 15         | 57          | 60           |

| Grootste overwinning | TOP Oss - MVV    | 7 - 0 |
| Grootste nederlaag   | TOP Oss - Sparta | 0 - 4 |

Bekertoernooi:
| 1e ronde | Bennekom (amateurs) - TOP Oss | 3 - 0 |

### 2004-2005
Het derde seizoen onder Van den Ham is het slechtste. TOP begint goed, maar wordt uiteindelijk 16e. Het stappenplan van Van den Ham heeft dus niet gewerkt, want TOP is elk jaar lager geëindigd. Het seizoen wordt toch gered door de prestaties in het bekertoernooi. TOP verslaat Haarlem en Helmond Sport, waarna het mag aantreden tegen RKC Waalwijk. In een sfeervol Oss Kuipje schiet Dirk Schoofs TOP via de beslissende penalty (1-1 na verlenging) naar de kwartfinale. TOP mag daarin naar PSV. Bussen vol supporters reizen naar Eindhoven. PSV wint met 6-1. Osse doelpunt: Leon van Dalen
| Wedstrijden | Klassering | Punten | Overwinningen | Remises | Nederlagen | Doelp. voor | Doelp. tegen |
| ----------- | ---------- | ------ | ------------- | ------- | ---------- | ----------- | ------------ |
| 36          | 16/19      | 39     | 10            | 9       | 17         | 41          | 66           |

| Grootste overwinning | TOP Oss - FC Dordrecht     | 5 - 1 |
| Grootste nederlaag   | Sparta Rotterdam - TOP Oss | 5 - 0 |

Bekertoernooi:
| 1e ronde    | TOGR (amateurs) - TOP Oss | 1 - 3                                            |
| 2e ronde    | TOP Oss - Haarlem         | 4 - 2                                            |
| 3e ronde    | Helmond Sport - TOP Oss   | 2 - 4 (na verlenging)                            |
| 4e ronde    | TOP Oss - RKC Waalwijk    | 1 - 1 (na verlenging, TOP wint na strafschoppen) |
| Kwartfinale | PSV - TOP Oss             | 6 - 1                                            |

### 2005-2006
Harry v/d Ham vertrekt naar Utrecht en TOP stelt Hans de Koning aan als zijn opvolger. Hij zou met TOP Oss het succesvolste seizoen uit de clubhistorie gaan beleven. In de eerste twee periodes van het seizoen ziet het daar nog niet naar uit, integendeel. Het elftal draait dramatisch en staat na twee periodes onderaan. Dan begint het ineens te lopen en door een 1-0-overwinning thuis tegen De Graafschap wint TOP Oss voor het eerst in de clubhistorie een periodetitel. Dit geeft het team vleugels en de rest van het seizoen blijft TOP goed spelen en veel winnen. Een top 5-klassering komt zelfs even in zicht, maar doordat de verschillen bovenin erg klein zijn en TOP de laatste 2 wedstrijden verliest, wordt het 11e.
Dan beginnen de play-offs om promotie naar de eredivisie. In de 1e ronde is AGOVV Apeldoorn de tegenstander. Door een 3-0-overwinning in Oss en een 2-0-overwinning in Apeldoorn bereikt TOP eenvoudig de 2e ronde. Daarin is eredivisionist NAC Breda de opponent. In het thuisduel weet TOP NAC op 0-0 te houden. In Breda komt NAC in de 2e helft op 2-0 en lijkt het sprookje van Oss voorbij. Dan komt TOP sterk terug en weet nog 2-1 en 2-2 te scoren. Gevolg is een beslissingsduel in Oss. De wedstrijd is ruim van tevoren uitverkocht, een unicum. TOP gaat de rust in met een 1-0-voorsprong door een goal van Zafarin. NAC komt nog op 1-1, maar ook in de derde wedstrijd weten de Bredanaars TOP niet op de knieën te krijgen. Pas in de verlenging moet TOP het onderspit delven en kan NAC nog twee keer scoren. Niettemin een goed seizoen voor TOP Oss. Het enige dieptepunt van dit seizoen is de 4 - 0 nederlaag tegen FC Den Bosch.
| Wedstrijden | Klassering | Punten | Overwinningen | Remises | Nederlagen | Doelp. voor | Doelp. tegen |
| ----------- | ---------- | ------ | ------------- | ------- | ---------- | ----------- | ------------ |
| 38          | 11/20      | 55     | 15            | 10      | 13         | 51          | 53           |

| Grootste overwinning | FC Omniworld - TOP Oss | 0 - 4 |
| Grootste nederlaag   | FC Den Bosch - TOP Oss | 4 - 0 |

Bekertoernooi:
| 1e ronde | Westlandia (amateurs) - TOP Oss | 1 - 1 (na verlenging, TOP wint na strafschoppen) |
| 2e ronde | RKC Waalwijk - TOP Oss          | 4 - 1 (na verlenging)                            |

Play-offs om promotie:
| 1e ronde 1e duel | TOP Oss - AGOVV Apeldoorn | 3 - 0                 |
| 1e ronde 2e duel | AGOVV Apeldoorn - TOP Oss | 0 - 2                 |
| 2e ronde 1e duel | TOP Oss - NAC Breda       | 0 - 0                 |
| 2e ronde 2e duel | NAC Breda - TOP Oss       | 2 - 2                 |
| 2e ronde 3e duel | TOP Oss - NAC Breda       | 1 - 3 (na verlenging) |

### 2006-2007
De technische staf slaagt erin ondanks belangstelling van eredivisieclubs de selectie bijeen te houden. De verwachtingen zijn dan ook hooggespannen. Te hoog, want TOP Oss weet zich niet te kwalificeren voor de Play-offs en wordt slechts 17e. Spelers die in het vorige seizoen uitblonken zijn nu onzichtbaar. Na de laatste wedstrijd beëindigt Mischa Rook zijn actieve carrière, om verder te gaan als algemeen manager en vertrekt Marcel van der Sloot naar De Graafschap om in de eredivisie te gaan spelen. Lichtpuntje van het seizoen is het doorbreken van een talentvolle lichting uit de jeugd met Bart van Hintum en Erik Quekel als belangrijkste exponenten.
| Wedstrijden | Klassering | Punten | Overwinningen | Remises | Nederlagen | Doelp. voor | Doelp. tegen |
| ----------- | ---------- | ------ | ------------- | ------- | ---------- | ----------- | ------------ |
| 38          | 17/20      | 40     | 11            | 7       | 20         | 59          | 78           |

| Grootste overwinning | TOP Oss - Go Ahead Eagles TOP Oss - FC Emmen | 4 - 0 |
| Grootste nederlaag   | TOP Oss - Haarlem                            | 1 - 6 |

Bekertoernooi:
| 1e ronde | bye                    |       |
| 2e ronde | FC Groningen - TOP Oss | 2 - 1 |

### 2007-2008
In het derde jaar dat Hans de Koning TOP Oss onder zijn hoede heeft, kroont hij zich definitief tot succesvolste coach in de geschiedenis van de club. Voor de tweede keer in drie jaar weet hij de club naar de play-offs te loodsen, dit keer door een 8ste plaats in de eindstand. Aanvankelijk verloopt het seizoen erg slecht en lijkt TOP Oss op een plek in het rechterrijtje af te stevenen. Door een succesvolle eindspurt kwalificeren de Ossenaren zich alsnog voor de play-offs. Directe concurrent RBC Roosendaal wordt op de voorlaatste speeldag in Roosendaal verslagen (0-1), waarna de 3-1 thuiszege tegen FC Eindhoven in de laatste speelronde ruim voldoende is. In de play-offs is Helmond Sport in de eerste ronde te sterk.
| Wedstrijden | Klassering | Punten | Overwinningen | Remises | Nederlagen | Doelp. voor | Doelp. tegen |
| ----------- | ---------- | ------ | ------------- | ------- | ---------- | ----------- | ------------ |
| 38          | 8/20       | 55     | 15            | 10      | 13         | 58          | 61           |

| Grootste overwinning | AGOVV Apeldoorn - TOP Oss TOP Oss - MVV TOP Oss - Haarlem | 1 - 4 4 - 1 |
| Grootste nederlaag   | FC Omniworld - TOP Oss                                    | 4 - 0       |

Bekertoernooi:
| 1e ronde | bye                  |       |
| 2e ronde | TOP Oss - BV Veendam | 1 - 2 |

Play-offs om promotie:
| 1e ronde 1e duel | TOP Oss - Helmond Sport | 2 - 2 |
| 1e ronde 2e duel | Helmond Sport - TOP Oss | 3 - 0 |

## Overzichtstabel
| Jaar      | Trainer                | Klassering | Punten | Goals | Tegengoals |
| --------- | ---------------------- | ---------- | ------ | ----- | ---------- |
| 1991-1992 | Schrijvers             | 19         | 22     | 40    | 77         |
| 1992-1993 | Schrijvers             | 9          | 35     | 49    | 49         |
| 1993-1994 | Braam                  | 18         | 21     | 36    | 69         |
| 1994-1995 | Dorjee                 | 9          | 38     | 59    | 47         |
| 1995-1996 | Koster                 | 12         | 39     | 46    | 50         |
| 1996-1997 | Koster                 | 11         | 47     | 46    | 50         |
| 1997-1998 | Schoenmaker            | 7          | 52     | 59    | 50         |
| 1998-1999 | Schoenmaker            | 16         | 37     | 43    | 50         |
| 1999-2000 | Schoenmaker/Versleijen | 18         | 27     | 35    | 74         |
| 2000-2001 | Van Zwam               | 10         | 45     | 59    | 67         |
| 2001-2002 | Van Zwam               | 18         | 14     | 25    | 100        |
| 2002-2003 | Van den Ham            | 9          | 44     | 48    | 68         |
| 2003-2004 | Van den Ham            | 11         | 45     | 57    | 60         |
| 2004-2005 | Van den Ham            | 16         | 39     | 41    | 66         |
| 2005-2006 | De Koning              | 11         | 55     | 51    | 53         |
| 2006-2007 | De Koning              | 17         | 40     | 59    | 78         |
| 2007-2008 | De Koning              | 8          | 55     | 58    | 61         |
| 2008-2009 | De Koning              | 14         | 42     | 50    | 63         |